# 櫻井圭佑
櫻井 圭佑（さくらい けいすけ、1995年10月16日 - ）は、日本の 写真家、映画監督、映像作家、埼玉県出身。身長178cm、靴のサイズ25.5cm、血液型はA型。
株式会社ステッカー→ プロダクション尾木 →2022年12月よりHAKU.llcと業務提携、2025年7月より、 BABEL LABEL へ監督として所属することが発表された。

## 略歴
- 2016年より芸能活動を開始。 2018年 映画「EVEN〜君に贈る歌〜」では劇中バンドでドラムを担当、ユニバーサルミュージックよりメジャーデビューも果たす。その他主な出演作に2019年1月期　TBS連続ドラマ『初めて恋をした日に読む話』カブ役でレギュラー出演、又吉直樹原作作品　映画「凜-りん-」真島泰輔役など。 2022年NHK 前期 / 朝の連続テレビ小説「ちむどんどん」で玉嶋雅弘 役で朝ドラ初出演。2024年に俳優業の無期限活動休止を発表した。

- 【写真家として】  2019年に写真家として個展を開催し、活動を開始。2019年5月に自身初の個展となる「365×2」を恵比寿弘重ギャラリーにて開催。2020年に2作目のBOOK『香路台灣』を発表。2021年に亡き祖父とのパーソナルな作品を展示した個展「JIJI」を日本橋 JCA Gallery にて開催。2022年には個展「Fuzzy-曖昧で鮮明な-」をJam Photo Galley にて開催。2023年1月31日 - 2月26日に西武渋谷店 B館 ８階 美術画廊にて開催された - 国内外で注目される現代写真家6名による展覧会 -「y-Generation Ⅷ」に選出され、約1か月に渡り西武渋谷店にて作品が展示された。また2025年に開催されたsolo exhibition 「A selfish Escape」にて発表した新作抽象作品「LAYERS」で注目を集め、現代アート作品制作も精力的に行っている。
- 【映画監督として】  2023年2月4日より渋谷ユーロスペースより全国順次公開された映画「君に幸あれよ」にて映画監督デビュー。今作が初監督、初脚本で長編デビュー作となる。「コロナ禍の2021年、それまで脚本は書いたことはありませんでしたが2日間で執筆し、その2週間後にはクランクインしていた奇跡の映画です」と語っている。

その他、商業映画のメインポスタービジュアル、Calvin Klein、LACOSTE 他 などのブランドプロモーション制作、広告制作などクリエイティブ方面でも活躍の幅を広げている。

## 人物
写真や映像制作に関する知識はすべて独学。
色覚異常と医師から診断されている。緑、青、赤のうち、赤が欠落している。
主に使用している機材は、Canon EOS R6、Canon5DmarkⅢ、Ricoh GRⅢ。

幼少期には飛び込み競技でジュニアオリンピック出場、中学時には競泳で全国大会出場、高校時には同じく競泳でインターハイに出場した過去を持つ。

## 出演

### ドラマ
- 男水!（2017年1月22日 - 3月12日、日本テレビ） - 高浦二郎 役
- おかしな刑事 第15作（2017年4月6日、テレビ朝日）
- ブランケット・キャッツ 第1話（2017年6月23日、NHK）
- プラージュ
〜訳ありばかりのシェアハウス〜 第4話・最終話（2017年9月2日・9日、WOWOW）
- 今日から俺は!! 第1話ゲスト（2018年10月14日、日本テレビ）
- 初めて恋をした日に読む話（2019年1月15日 - 3月19日、TBS） - カブ 役[1][2]

- 1ページの恋　（2019年2月、AbemaTV）  第4話ゲスト/  黒田 役

- 路〜台湾エクスプレス〜 (2020年5月16日 - 5月30日、NHK総合） - 中野赳夫（呂燿宗）の青年期 / 呂智偉 役（二役）
- 竜の道 二つの顔の復讐者 第2話、第4話（2020年7月28日 - 、フジテレビ） - レオ 役
- 相棒 テレビ朝日
  - season19
    - 第1話「プレゼンス」（2020年10月14日） - 万津幸矢 役
    - 第2話「プレゼンス（後篇）」（2020年10月21日） - 万津幸矢 役
    - 第18話「選ばれし者」（2021年3月10日） - 万津幸矢 役
    - 第19話「暗殺者への招待」（2021年3月17日） - 万津幸矢 役

- 連続テレビ小説ちむどんどん （2022年4月11日より放送、NHK) - 玉島雅弘 役
- スタンドUPスタート　（2023年2月22日　フジテレビ/FOD）6.5話ゲスト　: 神崎裕也 役
- 機捜235 （2023年3月3日- テレビ東京-）6話ゲスト/  志倉海斗 役
- フィクサー Season2 / 第1話、3話、4話、5話　ゲスト（2023年7月9日放送スタート - 、WOWOW）下条まさる 役
- トクメイ!警視庁特別会計係（2023年10月16日 - 、関西テレビ・フジテレビ） -第5話ゲスト- 生活安全課 鈴木 役
- おっさんのパンツがなんだっていいじゃないか!（2024年1月6日 - 3月16日、東海テレビ、フジテレビ系）飯田 役　/ レギュラー

### 映画
- バレンタインナイトメア（2016年1月23日） - 森山恵介 役
- 3月のライオン（後編）（2017年4月22日、 大友啓史監督）
- 斉木楠雄のΨ難（2017年10月21日、福田雄一監督）
- 先生！、、、好きになってもいいですか?（2017年10月28日、三木孝浩監督） - 松田大輝 役
- リベンジgirl（2017年12月23日 、三木康一郎監督）  - 白戸 役
- EVEN〜君に贈る歌〜（2018年6月2日、園田俊郎監督） - 春雄 役
- 凜-りん-又吉直樹原作（2019年2月22日　KATSU-do） - 真島泰輔 役[3]
- 新卒ポモドーロ（2020年2月21日、井上博貴監督） - 古賀直樹 役
- 19Hz （2022年3月31日、 井上博貴 監督　WOWOW LAB） 工藤真斗 役
- 夢の中（2024年5月10日、都楳勝監督） - 松島ショウ 役[4]

### ラジオ番組
- 櫻井圭佑の頼もう！パーソナリティ（2021年4月6日-2022年9月27日）　FMだいご77.5MHz、毎週（火）20:30〜

### テレビ番組
- 痛快TVスカッとジャパン #37（フジテレビ）
- 丸の内小町 #28（2017年4月23日、テレビ朝日）
- 情報スタジアム 4時!キャッチ（2018年4月23日、サンテレビ）
- 痛快TVスカッとジャパンSP ＃132（2018年7月2日、フジテレビ）
- 東京GOOD! レギュラーナビゲーター（2021年7月5日 - 2022年3月28日、テレビ東京)

### CM
- 日本生命「車も保険も」篇（2016年）
- AOKI「心のシャッター」篇（2016年、Web）
- EPOS CARD「エポスカードウィークス」（2016年）
- 日本民間放送連盟「放送番組の違法配信撲滅キャンペーン」（2017年）
- サッポロビール「ホワイトベルグ」（2017年、Web）
- HONDA NEW CIVIC「Go,Vantage Point」篇（2017年）
- 東京都「My Dear TOKYO 」メイン出演　/全ナレーション担当（2020年2月 - ）

### MV
- EVEN「アイノウタ」

### CD
- EVEN「アイノウタ」（2018年5月30日）ユニバーサルミュージックより / ドラム担当
- EVEN「EVEN〜君に贈る歌〜完全盤」Loopi-HMV限定盤（2018年5月30日）　/ ドラム担当

## 写真家

### 個展
- 「365×2」（2019/5/22-26日、恵比寿弘重ギャラリー）
- 「JIJI」（2021年10月8日-11日、日本橋　Japan Creative Arts Gallery）
- 「Fuzzy -曖昧で鮮明な-」（2022/10/11-10/16、目黒 Jam Photo Galley ）
- 「y-Generation Ⅷ」」西武渋谷店企画　/ 国内外で注目を集める現代写真家6名による展覧会  （2023/1/31-2/26）場所: 西武渋谷店　美術画廊　オルタナティブスペース
- 「 AselfishEscape -50000kmの逃避行- 」（2025年 1月8日~1月13日、encounter gallery）solo exhibition

### 写真集
- 「365×2」（2019/5/22）
- 「香路台灣」（2020/10/16）
- 「Fuzzy -曖昧で鮮明な-」（2021/10/16）
- GOENIL （ from 超新星） Firstjday of new life.
- 竹財輝之助 -写真集 （2025年4月）

## 監督作品

### 長編映画
- 君に幸あれよ （2023）- 監督/脚本/編集　2月4日、ユーロスペースより全国公開。